# Uliana Kravchenko

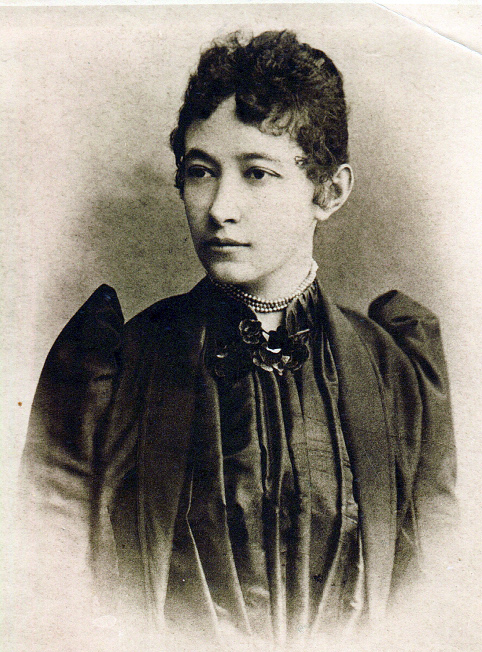
Julia Schneider

Uliana Kravchenko é o pseudónimo de Julia Schneider (18 de abril de 1860 – 31 de março de 1947). Foi uma educadora ucraniana, escritora e a primeira mulher da Galícia a publicar um livro de poesia.
Ela nasceu em Mykolaiv, Zhydachiv Raion, cresceu em Lviv e estudou num seminário de ensino. O seu primeiro trabalho publicado foi uma história publicada no jornal Zoria . Kravchenko participou activamente no movimento feminino ucraniano na Galícia. A libertação das mulheres era um tema importante na sua poesia; ela era considerada a frente do movimento feminista. Foi também uma das primeiras professoras da Galícia.
Kravchenko morreu em Peremyshl (agora Przemyśl, Polónia) com a idade de 86 anos.